# Collegium fabrum
El Collegium Fabrum de Tàrraco fou la seu d'un col·legi d'obrers de la construcció. Amb el nom de fabri eren coneguts en el món romà els obrers de la construcció, que -igual com altres menestrals- estaven associats en collegia. Aquesta associació es produïa voluntàriament amb la finalitat de vetllar i defensar els seus interessos professionals, així com retre culte a una o diverses divinitats i procurar ritus funeraris i una sepultura digna als seus membres. A la casa anomenada "Forn del Cisne" de la Rambla Nova de Tarragona, s'hi van descobrir nombroses restes escultòriques, arquitectòniques i epigràfiques que corresponen a la seu del Collegium Fabrum de Tàrraco.
Els associats als collegia fabrum solien ser els encarregats del servei d'extinció d'incendis a les ciutats. La majoria de les associacions posseïen una seu, la schola, on es reunien els seus membres i on celebraven les festivitats religioses, els actes oficials i els privats. Del tipus d'edifici que acostumava a albergar les scholae se'n sap molt poc. Les inscripcions fan evident que n'hi havia amb planta en forma de temple. Altres constaven d'atri, peristil i jardí. Bancs com a seients dels associats, triclinia on celebrar banquets i un altar per al culte als déus eren elements indispensables d'una schola. A les estances col·locaven les estàtues del Déu protector de la corporació, del genius del collegium i d'altres divinitats, així com, les de l'emperador i del patró de la corporació.
Els fragments de columna trobats al "Forn del Cisne" permeten suposar que la schola del Collegium Fabrum de Tàrraco estava dotada d'un peristil, encara que la localització d'una font en un dels seus murs sembla indicar que únicament estava porticat per tres costats. Aquest petit nimfeu estava guarnit amb escultures que expressen el caràcter recreatiu del collegium. El cap de Minerva, com a divinitat protectora dels artesans, i l'estatueta de genius collegii, amb abillament militar, ens parlen de la seva finalitat corporativa i de les seves obligacions en el servei d'extinció d'incendis. El cap de Claudi i el bust toracat, probablement una representació d'Hadrià, són testimoniatge de la lleialtat que tota associació havia de mostrar a l'emperador. La datació de les escultures i de les restes epigràfiques ens fa suposar que, com a mínim, existia ja al començament del segle ii.